# Lérigneux

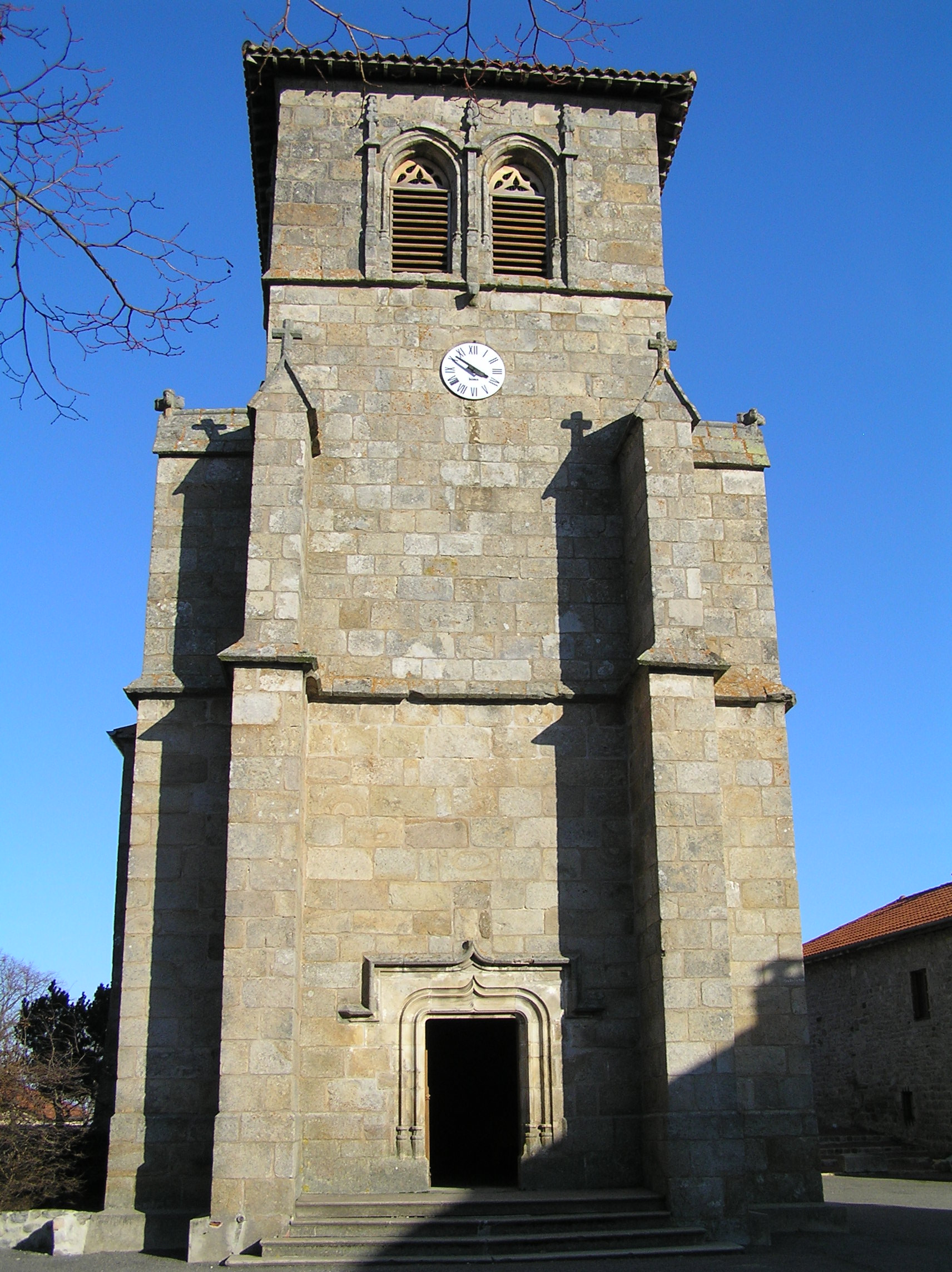
Kościół w Lérigneux, 2008

Lérigneux – miejscowość i gmina we Francji, w regionie Owernia-Rodan-Alpy, w departamencie Loara.
Według danych na rok 1990 gminę zamieszkiwało 118 osób, a gęstość zaludnienia wynosiła 12 osób/km² (wśród 2880 gmin regionu Rodan-Alpy Lérigneux plasuje się na 1503. miejscu pod względem liczby ludności, natomiast pod względem powierzchni na miejscu 1134.).